# Zheng Dongmei
Dans ce nom chinois, le nom de famille, Zheng, précède le nom personnel.
Zheng Dongmei (en chinois : 郑冬梅), née le 23 décembre 1967 dans le Hebei, est une joueuse chinoise de basket-ball.

## Carrière
Avec l'équipe de Chine de basket-ball féminin, elle est médaillée d'argent aux Jeux olympiques d'été de 1992, au Championnat du monde de basket-ball féminin 1994 et aux Jeux asiatiques de 1998 ; elle est aussi médaillée de bronze aux Jeux asiatiques de 1994.